# Manuel Sastrón y Piñol
Manuel Sastrón y Piñol (Monroyo, siglo XIX-Madrid, 1911) fue un político, médico, funcionario y escritor español, diputado en las Cortes de la Restauración.

## Biografía
Era natural de la localidad turolense de Monroyo. Funcionario público en Filipinas, fue gobernador de Batangas, catedrático de la Facultad de Medicina de Manila y subintendente de Hacienda. Fue autor de varias obras relacionadas con el archipiélago filipino, además de colaborador de El Noticiero de Manila (1903) y de otros muchos periódicos de la península ibérica y de las Filipinas. Diputado a Cortes por los distritos turolenses de Valderrobres y Albarracín, falleció el 25 de abril de 1911 en Madrid.